# Saliut-7 (2017)
Saliut-7 (Russo: Салют 7) é um filme de drama histórico russo lançado em 2017 e dirigido por Klim Shipenko. A história é baseada na missão Soyuz T-13 de 1985, parte do programa Salyut soviético. Foi a primeira vez na história em que uma estação espacial ‘morta’ foi aclopada, e trazida de volta ao serviço.
O filme foi lançado em 12 de outubro de 2017.

## Plot
URSS, Junho de 1985. Depois de perder o contato com a estação espacial Salyut 7, os cosmonautas Vladimir Dzhanibekov e Viktor Savinykh aclopam com a nave vazia e congelada, onde a trazem de volta à vida.

## Elenco
- Vladimir Vdovichenkov como Vladimir Fyodorov (protótipo de Vladimir Dzhanibekov). Cosmonauta e Comandante da Missão;
- Pavel Derevyanko como Viktor Alyokhin (protótipo de Viktor Savinykh), Cosmonauta;
- Vitaly Khaev
- Aleksandr Samoylenko como Chefe dos Voos (protótipo de Valery Ryumin), Piloto-Cosmonauta da URSS No. 41;
- Igor Ugolnikov  ru como Boldyrev;
- Lyubov Aksyonova  ru como Liliya Alyokhina, esposa do Viktor;
- Roman Perelygin como Plakhov;
- Mariya Mironova como Nina Fyodorova, esposa do Vladimir;
- Polina Rudenko como Olya Fyodorova, filha do Vladimir;
- Oksana Fandera como Lazareva, Cosmonauta;
- Nikita Panfilov como Zaitsev, Cosmonauta;
- Aleksandra Serebryakova como empregada do TsUP;
- Natalya Kudryashova;
- Ilya Andryukov;
- Aleksandr Ratnikov  ru;
- Sergey Korenkov como empregado do TsUP;
- Leonid Paranin como empregado do TsUP;
- Stepan Patnikov como empregado do TsUP;
- Oksana Syrtsova como Lena, empregada do TsUP;
- Vladimir Matveev como General principal;
- Klim Shipenko como Jean-Loup Chrétien.

- Este artigo foi inicialmente traduzido, total ou parcialmente, do artigo da Wikipédia em inglês cujo título é «Salyut-7 (film)».

## Produção

### Música
O filme contém vários extratos de músicas russas:
- Трава у дома (Grama perto da casa) por grupo Zemlyane.
- Арлекино (Arlequim) de Alla Pugacheva.
- Canção do transportador de água de Pavel Olenev (canção da comédia musical Volga-Volga)
- Корабли (Navios) por Vladimir Vysotsky.
- Золушка (Cinderela) por Alexey Arkhipovsky.
- Нам бы выпить перед стартом… (Deveríamos tomar uma bebida antes do início ...) por Yuri Vizbor.